# بحيرة غيليب
 بحيرة غيليب  تقع  في مقاطعة لياج بالقرب من مدينة أويبن  ضمن إقليم والونيا وتبلغ مساحتها1. 3 كم2